# Bank of Shanghai Headquarters
Bank of Shanghai Headquarters ist ein 252 Meter hoher, 46-geschossiger Wolkenkratzer im Shanghaier Stadtbezirk Pudong. Das Gebäude wurde von Kenzō Tange Associates im Stil der Postmoderne entworfen und im Jahre 2005 eröffnet.
Das Gebäude war im Film Mission: Impossible III mit Tom Cruise zu sehen.